# Krishnarayapuram
Krishnarayapuram é uma panchayat (vila) no distrito de Kapur, no estado indiano de Tamil Nadu.

## Demografia
Segundo o censo de 2001,  Krishnarayapuram  tinha uma população de 10,526 habitantes. Os indivíduos do sexo masculino constituem 50% da população e os do sexo feminino 50%. Krishnarayapuram tem uma taxa de literacia de 61%, superior à média nacional de 59.5%: a literacia no sexo masculino é de 68% e no sexo feminino é de 54%. Em Krishnarayapuram, 12% da população está abaixo dos 6 anos de idade.